# Phare de Dunree
Le phare de Dunree est un phare situé sur la péninsule d'Inishowen dans le Comté de Donegal (Irlande). Il marque l'entrée du Lough Swilly. Il est géré par les Commissioners of Irish Lights (CIL).

## Histoire
C'est une grosse lanterne de 6 m de haut attachée à une petite maison de gardien à un étage. La lanterne et la maison sont peintes en blanc. Une lentille de Fresnel est encore présente dans la lanterne mais le feu maritime a été déplacé sur une petite tour ronde, en fibre de verre, devant l'ancienne station.
Le feu émet deux flashs blancs et rouges, selon secteur, toutes les 5 secondes. La station est placée sur un promontoire, sur le côté est du Lough Swilly, à environ 20 km au nord-ouest de Buncrana.